# Sadina, Tărgoviște
Sadina (în bulgară Садина) este un sat în comuna Popovo, regiunea Tărgoviște,  Bulgaria. 

## Demografie
Componența etnică a satului Sadina
     Bulgari (97,08%)
     Nicio identificare (2,91%)
     Altele (0%)
La recensământul din 2011, populația satului Sadina era de 994 locuitori. Din punct de vedere etnic, majoritatea locuitorilor (97,08%) erau bulgari. Pentru 2,91% din locuitori nu este cunoscută apartenența etnică.